# 小本讷贝克
小本讷贝克（德語：Klein Bennebek）是德国石勒苏益格－荷尔斯泰因州的一个市镇。总面积25.63平方公里，总人口534人，其中男性286人，女性248人（2011年12月31日），人口密度21人/平方公里。